# Ебнер Дженкінс
Ебнер Рональд Дженкінс (англ. Abner Ronald Jenkins), також відомий як Жук (англ. Beetle), MACH-1, MACH-2, MACH-3, MACH-IV, MACH-V, MACH-VII та MACH-X — вигаданий персонаж, супергерой, з коміксів американського видавництва Marvel Comics. Створений сценаристом Стеном Лі й художником Карлом Бурґосом, він дебютував у коміксі Strange Tales #123 (серпень 1964) як перший Жук, суперлиходій у броньованому механічному костюмі, який він розробив сам після того, як розчарувався у своїй повсякденній роботі авіамеханіка і вирішив стати на шлях злочинності. Попри те, що при першій появі він протистояв Людині-факелу та Істоті з Фантастичної четвірки, у наступних коміксах він став постійним ворогом Людини-павука, як правило, виступаючи поплічником різних злочинних організацій, що протистоять герою. Пізніше Дженкінс сформував власну злочинну організацію, відому як Зловісний синдикат.
Надалі Дженкінс відмовився від особистості Жука і приєднався до Громовержців — команди суперлиходіїв, зібраної Гельмутом Земо, які видавали себе за супергероїв, щоб отримати доступ до технологій Фантастичної четвірки або Месників, нібито загиблих під час битви з Натиском. Дженкінс взяв псевдонім MACH-1, використовуючи модифіковану версію броні Жука, яка володіла більшою швидкістю під час польоту і була в змозі освоювати велику висоту. Громовержці дебютували в Incredible Hulk #449 (січень 1997), і, всупереч первісній прихильності до плану Земо, згодом вийшли з-під його контролю, оскільки їм подобалися слава і любов суспільства, притаманна супергероям. Дженкінс вирішив здатися владі, щоб відбути тюремний термін в обмін на надання Громовержцям недоторканності. Під час свого перебування у в'язниці, Дженкінс сприяв правоохоронним органом, внаслідок чого, після звільнення з в'язниці він почав працювати на уряд. Пізніше він влаштувався до в'язниці суворого режиму Рафт як керівник служби безпеки і знову приєднався до Громовержців, команді виправних злочинців, які намагаються заробити відстрочку від покарання, працюючи на уряд.
З моменту своєї появи в коміксах, персонаж був адаптований у численних медіа, включно з анімаційними серіалами та відеоіграми.

## Історія публікації
Ебнер Дженкінс дебютував у ролі першого Жука в коміксі Strange Tales #123 (серпень 1964) і був створений сценаристом Стеном Лі та художником Карлом Бурґосом. Взявши особистість MACH-1, в Incredible Hulk #449 (січень 1997) він приєднався до команди суперлиходіїв, Громовержців, які маскувалися під супергероїв, щоб приховати свої справжні цілі. Проте в наступних сюжетних лініях усі члени команди, включно з Дженкінсом, розчарувалися в їхньому лідері, бароні Гельмуті Земо, і вирішили виправитися й стати справжніми героями. Після деякого часу поділу з товаришами по команді, Дженкінс повернувся як постійний член Громовержців у Thunderbolts #144. За час роботи з Громовержцями Дженкінс неодноразово покращував свою броню, що призвело до різних ітерацій, від MACH-2 до MACH-X.

## Сили й здібності
Ейб — висококваліфікований авіамеханік. Він чудово володіє технікою та працює з механізованою бронею. Хоча Ейб не має формальної університетської освіти, він володіє достатніми знаннями в галузі машинобудування та передових силових установок, щоб розробити багато оригінальних технологій, з яких складається його броня. Завдяки зв'язкам з Фіксером, він також знайомий з технологіями, які перевищують можливості традиційної сучасної науки. Інтелект Ейба — це те, що можна вважати нерівномірно обдарованим.

## Критика
- Девід Гарт із Comic Book Resources помістив Ебнера Дженкінса на 9-те місце серед «10 найкращих лиходіїв, які виправилися».[9]